# Chiesa dei Santi Stefano e Zenone
La chiesa dei Santi Stefano e Zenone, nota anche come chiesa di Santo Stefano Protomartire, è la parrocchiale di Merlino, in provincia e diocesi di Lodi; fa parte del vicariato di Paullo-Spino d'Adda.

## Storia
La prima citazione di un luogo di culto a Merlino risale al 1261 ed è contenuta in un elenco di chiese sottoposte ad una tassa, dal quale si apprende che dipendeva dalla pieve di Bariano.
Forse l'originaria cappella era dedicata a sant'Eurosia, accanto alla quale poi fu associato santo Stefano, al quale poi rimase intitolata.
Nel 1574, in seguito alla soppressione della pieve barianese, decretata dal vescovo Antonio Scarampo, la chiesa venne eretta a parrocchiale.
Il luogo di culto fu poi riedificato nel 1615; nella Descriptio del 1619 si legge che la chiesa, inserita vicariato di Paullo ed era officiata da un rettore, era sede delle confraternite del Santissimo Sacramento, della Dottrina Cristiana e del Rosario e che aveva come filiale l'oratorio di San Giovanni Battista e che i fedeli assommavano a 340.
Nel 1690 i parrocchiani erano saliti a 396 e la chiesa era elencata tra quelle comprese nel vicariato di Vaiano; tuttavia, in un elenco del 1786 essa risulta nuovamente inserita in quello di Paullo.
Il 4 luglio 1898 la chiesa venne consacrata dal vescovo di Lodi Giovanni Battista Rota; nel 1986 la parrocchia di San Zenone di Vaiano fu soppressa e accorpata a quella merlinese, che assunse così il doppio titolo di Santo Stefano e San Zenone.

## Descrizione

### Esterno
La facciata della chiesa, rivolta a occidente e preceduta dal protiro sorretto da colonnine, presenta centralmente il portale d'ingresso, affiancato da due finestrelle, e sopra un rosone murato e altre due finestrelle; il prospetto è, inoltre, caratterizzato da due paraste laterali e da due lesene più esili.
Annesso alla parrocchiale è il campanile a base quadrata, la cui cella presenta su ogni lato una monofora a tutto sesto ed è coronata dalla guglia piramidale poggiante sul tamburo.

### Interno
L'interno dell'edificio si compone di un'unica navata, sulla quale si affacciano due cappelle laterali, introdotte da archi; al termine dell'aula si sviluppa il presbiterio, rialzato di due gradini, delimitato dalle balaustre e chiuso dall'abside di forma semicircolare.
Qui sono conservate diverse opere di pregio, la maggiore delle quali è la pala raffigurante la Vergine con il Bambino tra i Santi Giovanni Battista ed Eurosia, risalente alla fine del XV o all'inizio del XVI secolo e attribuita a Bernardino Luini o alla sua scuola.